# Аристов, Николай Александрович
Никола́й Алекса́ндрович А́ристов (1847—1910) — русский историк-востоковед и этнограф.

## Биография
В 1864 г. окончил Императорский Казанский университет по разряду камеральных наук юридического факультета. С 20 октября 1864 г. — помощник столоначальника Тобольского губернского правления, затем там же — губернский секретарь, бухгалтер ревизского отделения казённой палаты.
С 1868 г. — делопроизводитель Семиреченского областного правления, младший чиновник особых поручений при военном губернаторе. С апреля 1869 г. возглавлял Семиреченский тюремный комитет. В 1871 г. участвовал в военной кампании против Кульджинского ханства, захваченного правителем уйгурского государства Йеттишар Якуб-беком, заведуя походной канцелярией командующего войсками Г. А. Колпаковского. Непосредственно участвовал в штурме и взятии города-крепости Кульджа; был награждён орденом Св. Станислава 2 степени. С 1 сентября 1871 по 22 февраля 1872 г. возглавлял Канцелярию по Кульджинским делам, одновременно оставаясь в должности начальника отделения Семиреченского областного правления.
С июня 1872 г. — делопроизводитель в составе комиссии по разработке проекта Положения об управлении в Туркестанском генерал-губернаторстве (Ташкент). В 1873—1874 гг. руководил съездами биев по урегулированию земельных споров в Семипалатинском, Сергиопольском уездах и Семиреченской области. С 1879 г. — непременный член областного статистического комитета, затем — помощник председателя. В 1881 г. участвовал в работе редакционной комиссии, учреждённой при канцелярии генерал-губернатора К. П. фон Кауфмана, по составлению нового Положения об управлении Туркестанским генерал-губернаторством.
С 1 июня 1881 г. — помощник военного губернатора Семиреченского областного правления; с того же года исполнял обязанности военного губернатора Семиреченской области. С июля 1882 г. переведён в Степное генерал-губернаторство. В 1889 г. вышел в отставку «в связи с расстроенным здоровьем и по домашним обстоятельствам» в чине действительного статского советника; проживал в Петербурге.

## Научная деятельность
Исторические работы посвящены англо-афганским отношениям в конце XIX в., этнографические ‒ некоторым народам Средней Азии и Афганистана. Наиболее востребованными сегодня являются работы по исторической географии Семиречья, Центральной Азии, а также касающиеся родоплеменной структуры казахов и кыргызов конца XIX века, написанные на основе архивных материалов, документов Семиреченского областного правления и других источников.

### Избранные труды
- Аристов Н. А. Англо-индийский «Кавказ» : Столкновения Англии с афг. погран. племенами : [Этнико-ист. и полит. этюд]. — СПб.: тип. кн. В. Ц. Мещерского, 1900. — 198 с. — (Отт. из: Живая старина. — 1900. — Вып. 1-2; 1899. — Вып. 4).
- Аристов Н. А. Заметки об этническом составе тюркских племен и народностей и сведения об их численности. — СПб.: тип. С. Н. Худекова, 1897. — 182 с. — (Отт. из: Живая старина. — 1896. — Вып. 3-4). Архивировано 2 октября 2013 года.
- Аристов Н. А. Записка об устройстве водоснабжения города Верного и Алматинской станицы : [С прил.]. — Б.м., [1886]. — 22+6+14+12 с.
- Аристов Н. А. Опыт выяснения этнического состава киргиз-казаков Большой орды и каракиргизов, на основании родословных сказаний и сведений о существующих родовых делениях и о родовых тамгах, а также исторических данных и начинающихся антропологических исследований. — СПб.: тип. С. Н. Худекова, 1895. — 96 с. — (Отд. отт. из: Живая старина. — 1894. — Вып. 3, 4).
- Аристов Н. А. Труды по истории и этническому составу тюркских племен. — Бишкек: Илим, 2003. — 458 с. — 1100 экз. — ISBN 5-8355-1297-X.
- Аристов Н. А. Усуни и кыргызы или кара-кыргызы : очерки истории и быта населения западного Тянь-Шаня и исследования по его исторической географии. — Бишкек: Илим, 2001. — 576 с. — ISBN 5-8355-1132-9. Архивировано 2 октября 2013 года.

## Награды и признание
- орден Св. Станислава 3 степени (1868)
- орден Св. Станислава 2 степени (1871) — за мужество и храбрость в делах с таранчами
- действительный член Императорского Русского Географического общества (1893)
- малая Золотая медаль Русского Географического общества (по отделению этнографии, 1895).